# Huracà Irma

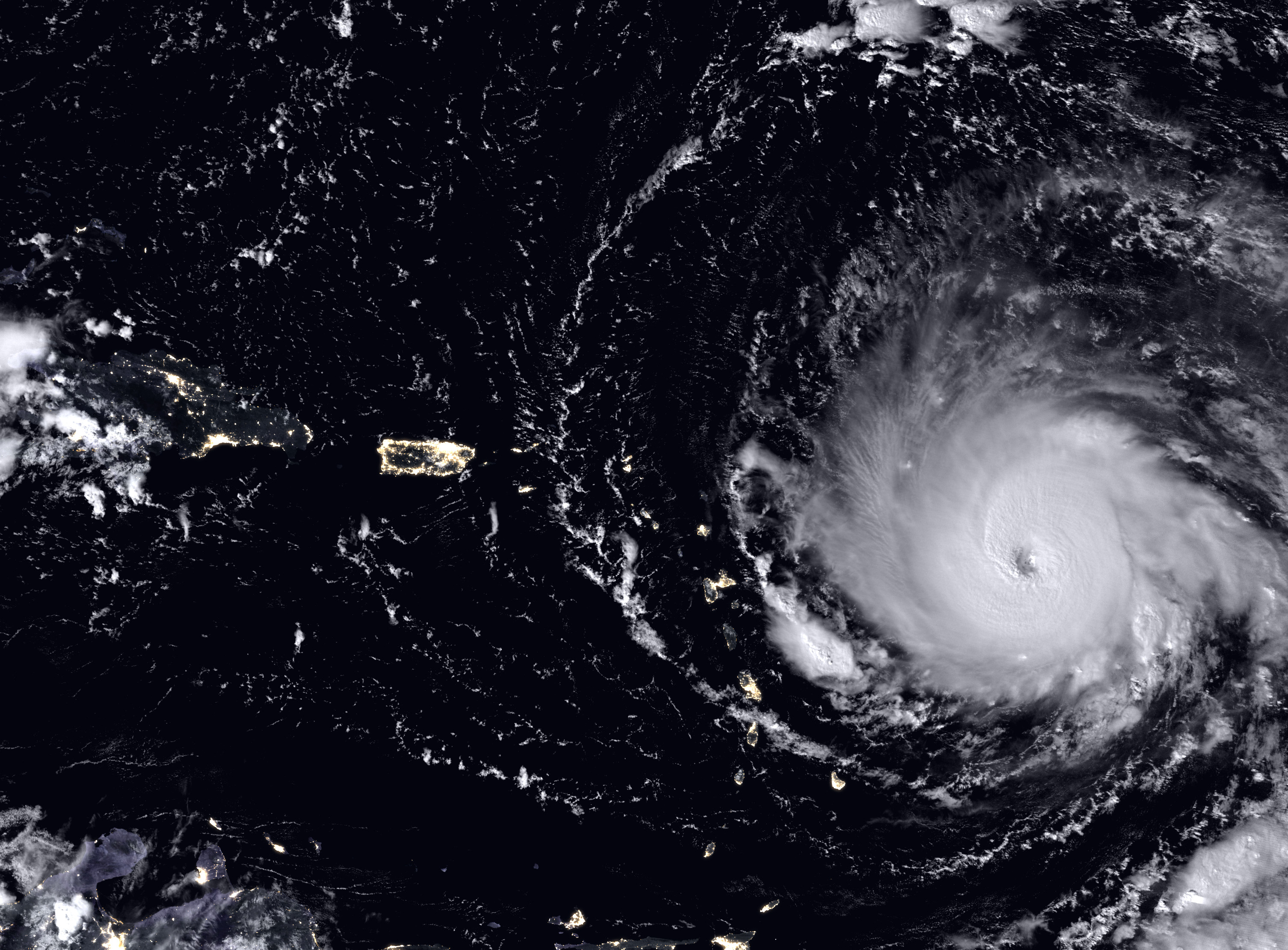
Imatge d'Irma el 5 de setembre de 2017 capturada pel satèl·lit Suomi NPP on Puerto Rico es visible a l'esquerra.

Irma va ser un huracà de tipus Cap Verd extremadament poderós i catastròfic, el més fort observat a l'Atlàntic des de l'huracà Wilma el 2005 en termes de velocitat màxima del vent sostinguda. Va ser el primer huracà de la categoria 5 que afecta les illes de Sobrevent, seguit de l'huracà Maria dues setmanes més tard, i també l'huracà del Carib que va provocar més pèrdues econòmiques.
Com un huracà típic de Cap Verd, Irma es va desenvolupar el 30 d'agost, a prop de les illes de Cap Verd, a partir d'una ona tropical que s'havia desplaçat des de la costa oest d'Àfrica dos dies abans. Va ser la novena tempesta anomenada, el quart huracà i el segon gran huracà de la temporada d'huracans de l'Atlàntic de 2017.
Al trobar condicions favorables, Irma es va intensificar ràpidament poc després de la seva formació, convertint-se en un huracà de categoria 2 a tan sols 24 hores després de la seva primera formació. Poc després, es va convertir en un gran huracà quan va arribar a la categoria 3; no obstant això, la intensitat va començar a fluctuar durant els següents dies a causa d'una sèrie de cicles de substitució de l'ull de la tempesta. El 5 de setembre, Irma es va convertir en un huracà de categoria 5 i, a primera hora de l'endemà, Irma va aconseguir una intensitat màxima amb vents de 185 mph (295 km/h) i una pressió mínima de 914 mbar (914 hPa; 27.0 inHg). Això el situa com el segon huracà de l'Atlàntic més fort per la velocitat del vent, superat només per Allen de 1980 i Camile de 1969. Irma és també l'huracà més fort registrat a la conca atlàntica fora del Carib i el Golf de Mèxic, i el cicló tropical més fort a tot el món fins a l'huracà Maria del mateix any.

## Conseqüències
La tempesta va causar danys catastròfics a Barbuda, Saint Barthélemy, Saint Martin, Anguilla i les Illes Verges com a huracà de categoria 5. A data de 19 de setembre, el balança de victimes de l'huracà és de com a mínim 102 morts, incloent 44 al Carib i 58 als Estats Units.

## Història meteorologica

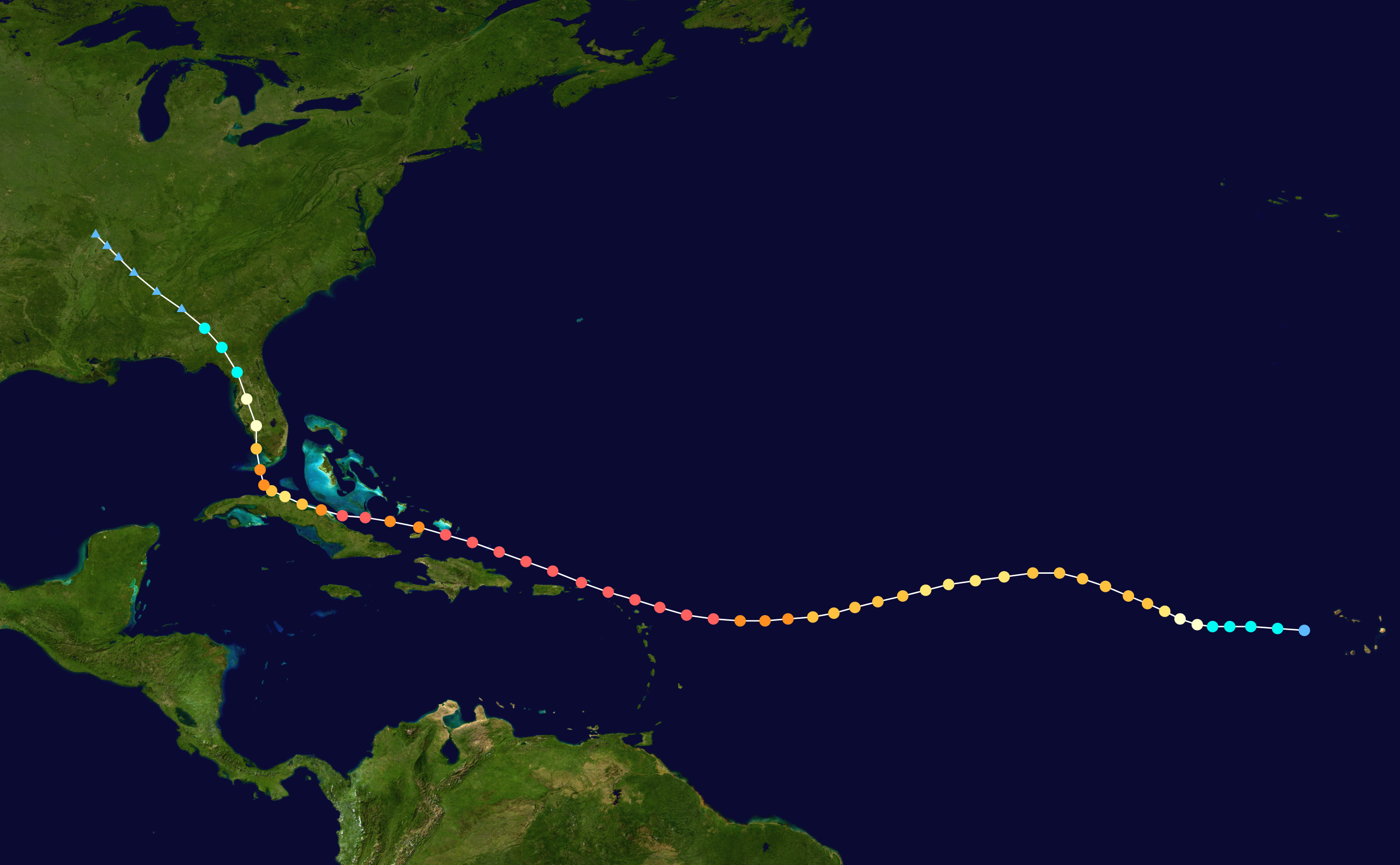
Mapa de la trajectoria i intensitat de la tempesta, segons l'escala de Saffir-Simpson

El Centre Nacional d'Huracans dels Estats Units (NHC) va començar a vigilar una ona tropical sobre la costa occidental d'Àfrica el 26 d'agost. Aquesta ona es va allunyar de la costa del continent a la fi del 27 d'agost. Durant els dos dies següents, les pluges i tempestes associades a l'ona es van organitzar millor i es van unir gradualment formant una zona de baixa pressió a mesura que passava al sud de les Illes de Cap Verd el 29 d'agost amb l'NHC afirmant que qualsevol organització important de la pertorbació portaria a classificar-la com una depressió tropical.
L'augment de l'organització durant les següents 24 hores va conduir a la classificació de la pertorbació com a tempesta tropical Irma a les 15:00 UTC el 30 d'agost, segons dades del difusòmetre de radar i estimacions de satèl·lit. Amb les temperatures càlides de la superfície del mar i baixa cisalla del vent, es va preveure l'enfortiment, amb l'únic obstacle que es tracta d'aigües una mica més fredes i d'aire més sec. La tempesta naixent va començar a desenvolupar un flux de sortida polar superior a mesura que es va establir un anticicló a un costat del sistema, amb característiques de bandes cada vegada més evidents en imatges de satèl·lit. A principis del 31 d'agost, poc després del desenvolupament d'una nuvolositat simètrica molt densa (CDO) i de l'ull del cicló, Irma es va intensificar ràpidament a partir de les 09:00 UTC el 31 d'agost, amb vents creixents des dels 70 km/h fins als 185 km/h en només 12 hores. El 2 de setembre, un vaixell va passar 60 milles (90 km) a l'oest del centre d'Irma, enregistrant uns vents màxims de 45 mph (70 km / h), que van indicar que l'ull d'Irma es va mantenir compacte. Una Dorsal (meteorologia) subtropical sobre el centre de l'Atlàntic nord va empènyer Irma des d'una direcció occidental a sud-oest els dies 2 i 3 de setembre. La primera missió de reconeixement d'avions va partir de Barbados el 3 de setembre, descobrint un ull de 47 km de diàmetre i 115 km / h de vents de superfície (185 km / h).
convertint a Irma en l'huracà més oriental de l'Atlàntic d'aquesta força registrada, superant a l'huracà David de 1979.23] a les 15:00 UTC, el Centre Nacional d'Huracans va anunciar que el reconeixement d'aeronaus va indicar que l'huracà Irma tenia vents màxims sostinguts de 180 mph (285 km / h) .24] A les 00:15 UTC del 6 de setembre, els vents màxims sostinguts i la pressió mínima d'Irma van assolir 185 mph (295 km / h) i 916 mbar (916 hPa; 27.0 inHg), respectivament, el que converteix a Irma en l'huracà atlàntic més fort des de l'huracà Wilma de 2005 en termes de velocitat sostinguda del vent, i l'huracà atlàntic més intens des del Dean de 2007 en termes de pressió. Només quatre huracans atlàntics han estat registrats amb velocitats de vent de 185 mph (295 km / h) o més: Wilma, l'huracà del Dia del Treball de 1935, l'huracà Allen de 1980, i l'huracà Gilbert de 1988.Además, Irma és l'huracà més fort en la conca atlàntica fora del Mar Carib i el Golf de Mèxic en la història registrada, [26] i la seva intensitat va ser tal que es va registrar en els sismògrafs de Guadalupe.27] Irma va suportar vents de 185 mph (295 km / h) durant 37 hores, l'únic cicló tropical a nivell mundial que ha tingut vents d'aquesta velocitat durant tant de temps, trencant l'anterior rècord de 24 hores establert pel tifó Haiya. [7]
El 4 de setembre, després de traslladar-se a condicions més favorables, Irma es va enfortir en un huracà de categoria 4. A mesura que continuava arribant a les Illes de Sotavent, Irma va experimentar un segon i més fort període de intensificació ràpida, convertint-se en un huracà de la Categoria 5 a les 11:45 UTC l'endemà, amb vents de 280 km/h. A mesura que va començar a tenir característiques anul·lars, l'huracà extremadament poderós va continuar intensificant, amb els màxims vents sostinguts que arribaven a 295 km/h a les 00:00 UTC del 6 de setembre, que es mantindrien estables i sense canvis les pròximes 37 hores. Sis hores més tard, Irma va fer terra a la costa nord de Barbuda prop de la seva fortalesa màxima. [22] Més endavant, al voltant de les 21:00 UTC, la pressió de la tempesta va baixar a 914 hPa (27.0 inHg), aquesta va ser la més baixa de l'Atlàntic des de Dean el 2007. Mentre mantenia la seva intensitat, Irma va fer successives fites aproximadament a les 12:00 UTC a Sint Maarten ia les 17:00 UTC a Ginger Island i Tortola, a les Illes Verges Britàniques.
Poc abans de les 06:00 UTC del 8 de setembre, Irma va tocar terra a l'illa de Little Inagua a l'arxipèlag de les Bahames. Unes tres hores més tard, un cicle de reemplaçament de l'ull va fer que Irma s'afeblís a un huracà de categoria 4, però 18 hores abans de tocar terra a Cuba la tempesta va recuperar l'estat de categoria 5. Després de debilitar-se a una categoria 3 a causa de la interacció de la terra amb Cuba, Irma es va tornar a intensificar en un huracà de categoria 4 mentre travessava l'estret de Florida. El 10 de setembre a les 13:10 UTC, Irma va tocar terra a Cudjoe Key, Florida, amb vents màxims de 130 mph (215 km / h) i una pressió central de 929 hPa (27.4 inHg). Més tard aquell dia, a les 19:35 UTC, Irma va fer terra a Marco Island amb vents màxims sostinguts de 185 km / h i una pressió central de 940 hPa ; el departament de policia de Marco Island va registrar una ratxa de vent de 215 km/h. L'aeroport municipal de Naples, FL mesura les ràfegues del vent fins a 229 km/h. Al voltant d'una mitja hora més tard, Irma va fer la terra a Naples amb la mateixa intensitat. Irma es va debilitar en una tempesta de la categoria 2 una vegada a l'interior, i per sota de la intensitat dels huracans a les 12:00 UTC l'11 de setembre. A les 03:00 UTC el 12 de setembre, Irma es va debilitar a depressió tropical sobre la frontera entre Geòrgia i Alabama i va degenerar en una depressió posttropical unes 24 hores més tard al nord de Tupelo, Mississipi. Els vestigis d'Irma van continuar cap al nord-oest l'endemà, abans de girar cap al nord i després accelerar cap al nord-est el 14 de setembre. A principis del 15 de setembre, els vestigis d'Irma van començar a desplaçar-se cap a la costa de Nova Anglaterra, cada vegada més desorganitzats mentre continuaven debilitant-se. Més tard, el mateix dia, els restes d'Irma van començar a interactuar amb un front fred que s'estenia sobre Terranova. El 16 de setembre, la circulació romanent d'Irma es va esfondrar, i la majoria de la resta de la humitat de Irma va ser absorbida per l'huracà José més tard aquell dia.
Les dades recollides per la NASA van mostrar que les temperatures de la superfície oceànica en la ruta d'Irma estaven per sobre de 30 °C (86 ° F) en el moment, més que suficient per suportar un huracà de categoria 5. [30] A més, les temperatures de la superfície de l'oceà en zones al llarg de l'Estret de Florida es van estendre fins a 32 °C, que podrien suportar una intensitat màxima de 320 km / h si hi hagués hagut condicions ideals.